# 吉隆缘毛杨
吉隆缘毛杨（学名：Populus ciliata var. gyirongensis）为杨柳科杨属下的一个变种。

## 扩展阅读
- 維基物種上的相關：吉隆缘毛杨